# Twelve wheel (locomotive)

Schéma de la configuration des essieux.

Twelve wheel (littéralement en anglais : douze roues - au total), et Mastodon, sont les noms donnés à un type de locomotive à vapeur dont les essieux ont la configuration suivante (de l'avant vers l'arrière) :
- 2 essieux porteurs sur un bogie ;
- 4 essieux moteurs.

## Codifications
Ce qui s'écrit :
- 4-8-0 en codification Whyte.
- 240 en codification d'Europe continentale.
- 2D en codification allemande et italienne.
- 46 en codification turque.
- 4/6 en codification suisse.

## Utilisation

### France

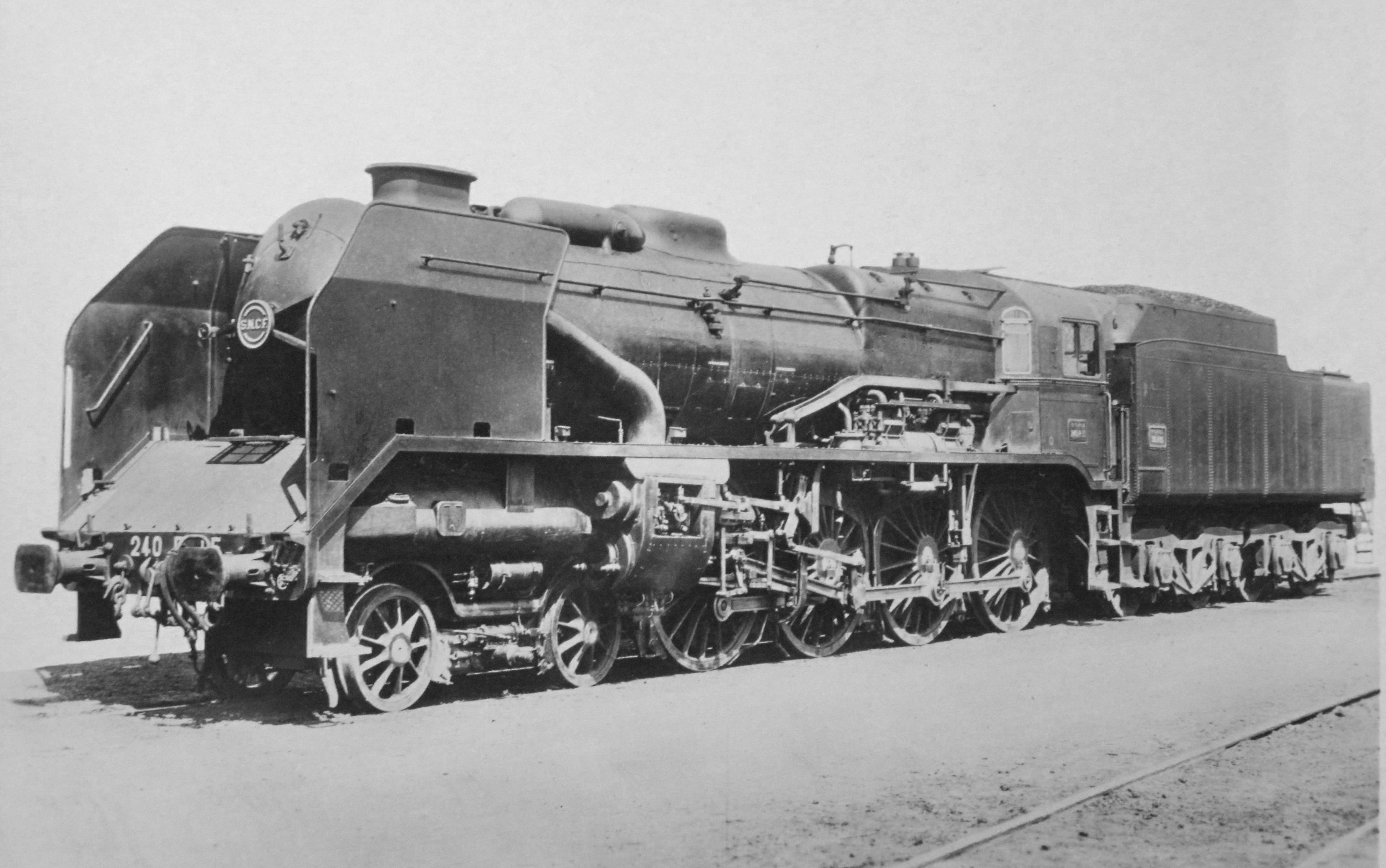
Une 240 P de la SNCF.

Cette disposition des essieux fut peu utilisée en France. Seules 4 séries de machines furent construites, dont une série de machines-tenders.
Compagnie du Midi240 T Midi 4501 à 4518, future : 4-240 TA 501 à 518
Compagnie du PO240 PO 4701 à 4712 de 1932 à 1934, future : 4-240 A 701 à 712
Compagnie du PLM240 PLM 4701 à 4982 de 1907 à 1910, futures : 5-240 A 1 à 282
SNCF240 P 1 à 25 de 1940